# 2024年格拉马杜派珀PA-42坠毁事故
2024年12月22日，一架派珀PA-42在巴西南里奥格兰德州格拉马杜坠毁，造成至少10人死亡、17人受伤。事故发生在飞机起飞后不久，当时飞机撞上市镇内的多栋建筑物，造成严重破坏，并引发多处火灾，多栋建筑受损。

## 航机
肇事机为一架双引擎派珀PA-42-1000，由派珀飞机公司于1989年或1990年制造，在巴西民航局注册，注册号为PR-NDN。该飞机的相关文件均为最新，可搭载两名机组人员和九名乘客。坠毁的飞机获准执行夜间飞行，但未获准执行包机业务。

## 事故
事故发生在当天上午9点12分左右（从卡内拉机场起飞后不久），肇事机在事故发生前仅飞行了大约3公里。起飞期间，肇事机飞入复杂的天候，天气预报显示该地区为阴天，有浓雾。
据报道，事故发生在上午约9点13分，肇事机在位于南里奥格兰德州山区的格拉马杜撞上一座建筑物的烟囱，随后又撞上了一栋住宅楼的二层和一家家具店，最终撞进了一家手机店。肇事机的碎片还波及到附近的一家旅馆。事故引发了火灾，造成多人受伤，其中包括两名因浓烟而伤势严重的女性。
当地政府机构，包括南里奥格兰德州民防局和公共安全部门，协调了应急响应工作。

## 伤亡
飞机由企业家兼Galeazzi & Associados公司的首席执行官路易斯·克劳迪奥·萨尔盖罗·加莱亚齐驾驶，机上还搭载了他的九位家人。事故中机上所有人员全部遇难

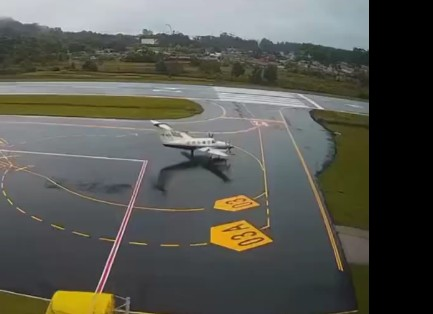
肇事机起飞一瞬

据报道，地面上至少有17人受伤，大多数人报告为吸入烟雾所致，但其中两名女性因烧伤被转送至州首府阿雷格里港接受治疗.。

## 调查
航空事故调查与预防中心已对该事故展开调查。

## 各方反应

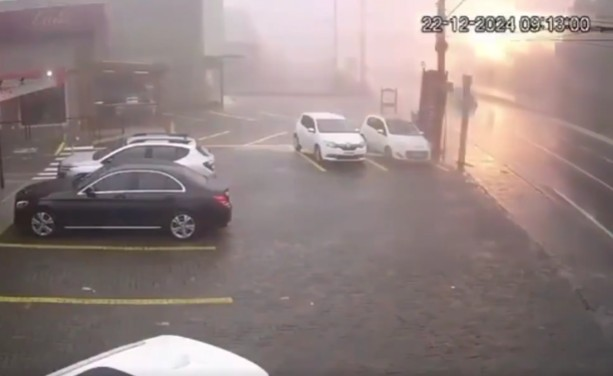
事故发生瞬间的闭路电视画面

由肇事机的飞行员创办的公司Galeazzi & Associados在领英上发布声明，对事故发生后收到的支持表示感谢，并向该地区受事故影响的人们表示慰问。
巴西总统路易斯·伊纳西奥·卢拉·达席尔瓦在社交媒体上向遇难者表示哀悼，并表示此次坠机事故将由巴西空军在联邦政府的支持下进行调查。南里奥格兰德州州长爱德华多·莱特前往亦前往坠机现场，陪同相关部门展开行动。